# 元素

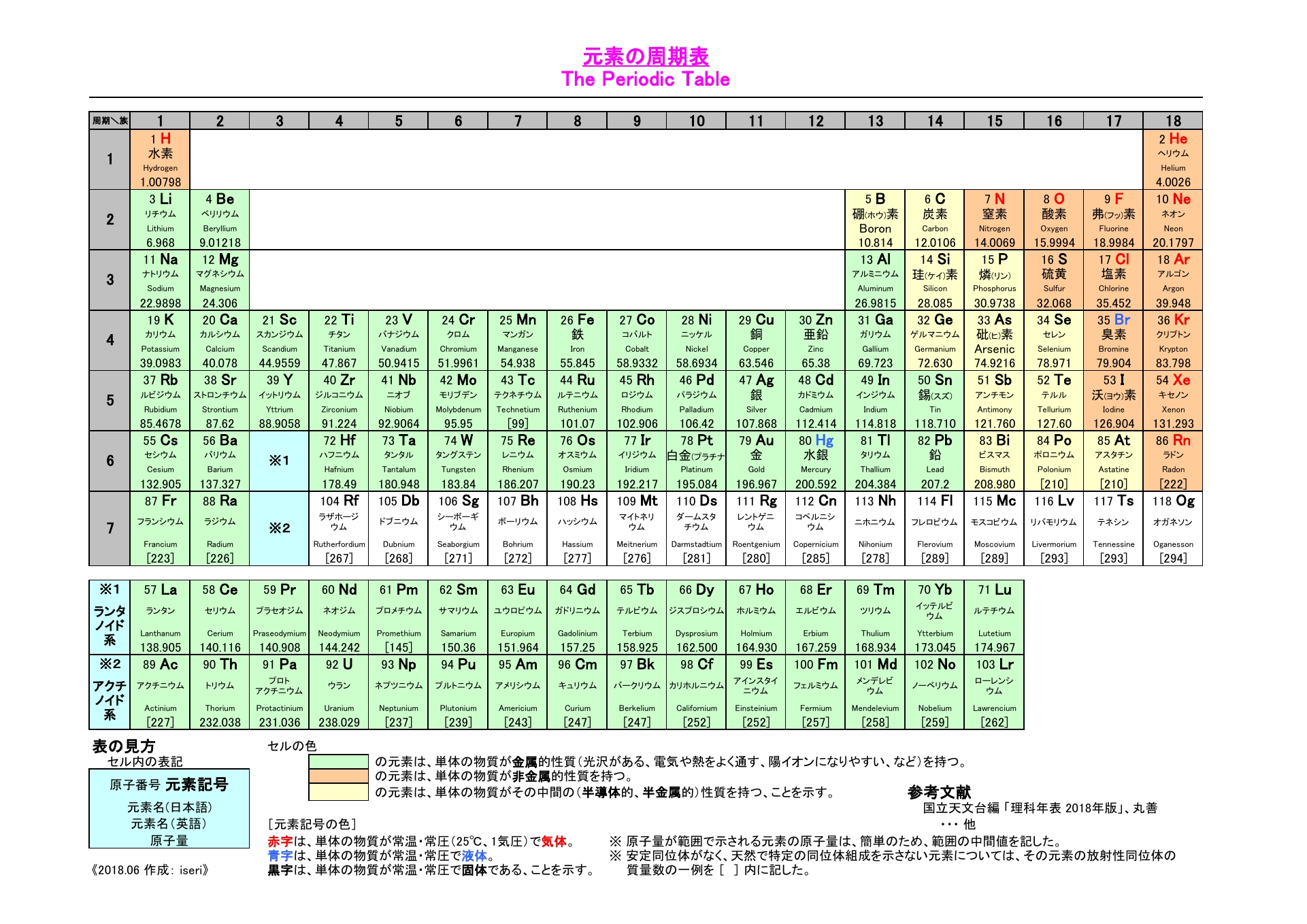
現代の化学での元素の説明。19世紀後半にその原型が提唱された周期表は、元素の種類と基本的な特徴や関係をその周期的な配列の中で説明する表である。

元素（げんそ、羅: elementum、英: element）は、古代から中世においては、万物（物質）の根源をなす不可欠な究極的要素を指しており、現代では、「原子」が《物質を構成する具体的要素》を指すのに対し「元素」は《性質を包括する抽象的概念》を示す用語となった。化学の分野では、化学物質を構成する基礎的な成分（要素）を指す概念を指し、これは特に「化学元素」と呼ばれる。
化学物質を構成する基礎的な要素と「万物の根源をなす究極的要素」としての元素とは異なるが、自然科学における元素に言及している文献では、混同や説明不足も見られる。

## 概要
古代から中世において、万物の根源は仮説を積み上げる手段で考えられ、その源にある不可分なものを「元素」と捉えていた。ヨーロッパで成立した近代科学の成立以降、物質の基礎単位は原子、とする理論が構築されてからは、原子は「物質を構成する具体的要素」、元素は「性質を包括する抽象的概念」というように変わった。
《原子》は構造的な概念であるのに対して、《元素》は特性の違いを示す概念である。具体的には、各元素の差異は原子番号すなわち原子核に存在する陽子の数（核種）で区分される。したがって中性子の総数により質量数が異なる同位体も同じ元素として扱われる。これに対し原子は中性子の個数を厳密に捉える。したがって、元素とは原子の集合名詞ということもできる。電子の増減によって生じる状態であるイオンは、原子が電荷を帯びた状態として考えられる。英語 "element" は「根本にあるもの」を意味する。他の用例では電気回路の「素子」も同じ単語が用いられる。
いろいろなモノが一体何からできているのかという疑問と考察は洋の東西を問わず古代からあり、物質観・自然観・世界観と関連づけながらそれぞれの文明圏で体系がなされた。それらが「火」「水」「土」など自然現象から抽出された少数の「元素」であり、宗教と関連づけられることもあった。物質の根源が（現在に似た方向で）体系づけられたことはアイルランドの自然哲学者ロバート・ボイル（1627年–1691年）に始まるといわれる（彼の考え方が後の科学者に共通認識として広がることになった）。彼は実験・測定・分析を重視し、それらの結果から「これ以上細かく分けられない物質」を元素と定義した。以後、様々な考察とそれを裏付ける実験が行われ、元素を「粒子」として捉える今日の元素観および原子論が確立された。
元素の性質は最外殻電子（価電子）に大きく影響されるため、同様な性質を持つ元素は元素の族（元素群）として、周期表においても族（周期表の列）や系列として纏められている。現在、元素は118種類の存在が確認され、いずれも国際純正・応用化学連合（IUPAC）により正式名称が与えられている。なお、元素は173番目まで存在可能との説も唱えられている。

## 歴史

発見された時代で色が分けられた周期表。なお、赤は古代から知られていた元素、黄色系統は1869年までに発見された元素、緑は1923年までに発見された元素、青は1945年までに発見された元素、灰色は20世紀末までに発見された元素である。

### 古代の万物の根元観

五行思想における5つの元素

#### 古代中国
古代中国における物質の根源に関わる思想は、周代の紀元前11 - 4世紀頃には体系づけられた。『周易』は、自然現象は「天・流水・火・雷・風・水・山・地」の8つの基本に帰し、これと陰陽思想の根源である対位思想「陰」と「陽」が組み合わさったものと見なした。物質の根源要素には「木」・「火」・「土」・「金」・「水」の5つを基本物質である「元素」と考える五行思想を置き、これに陰陽が関わり宇宙のすべてが成り立つと考える陰陽五行思想を構築した。
この思想を基礎に、未来を予想する方法が発達し易法となった。また道教にも取り入れられ、成立した陰陽道は日本にも伝わった。

#### 古代インド
古代インドにおける根源論には、古ウパニシャッドに登場するウッダーラカ・アールニの思想「有（う、sat）の哲学」に汲み取れる。彼の思想には、すべてのものは微小なアートマン（我）だと言及する部分がある。
具体的な根源物質観は、『パーリ語経典』経蔵・長部の『沙門果経』に見ることができる。ここで述べられている考えは、紀元前5世紀前後の釈迦と同時代人と伝わる思想家集団である「六師外道」たちによって形成された古代インド原子論である。アジタ・ケーサカンバリンは「存在を構成する物質元素は、地・水・火・風の四大である」という論を主張した。また、パクダ・カッチャーヤナは「生命は絶対的な地・水・火・風・楽・苦・命の7つの要素から構成されている」と説いた。彼らの思想は、カッチャーヤナの「ものを切る剣は、この要素の隙間を通る」という言葉に表される通り、元素をanu（微小なもの）、paramanu（極限まで微小なもの）と説明しており、これらが漢語において「極微」と訳される事から「極微論」と言うことができる。
インドの極微論は六派哲学や宗教に引き継がれていった。ニヤーヤ学派・ヴァイシェーシカ学派が4つの元素に対応する4つの極微（原子）を想定したのに対し、六師外道の一人マハーヴィーラが創始したジャイナ教では初期の頃、極微に種類を設けなかったと考えられる。しかしジャイナ教もやがて「蝕・味・香・色」という性質と、「冷湿・冷乾・熱湿・熱乾」という現れ方があると考えるようになり、複数の極微を想定するようになった。
仏教においても万物の構成要素として「地・水・火・風」を「四大」または「四大種」という考え方がある。ただしこれらにはそれぞれに「形・象徴・色・機能」といった付帯的な特徴を持ち、様々な現象（rupa、「色」）の根本という抽象的解釈で語られる。この概念は拡大して「空（くう）」を加えた五大（マウアラカキヤ）、さらに「識」を加えた六大へと発展し、観念的・哲学的な思想へと意義を変化させた。これらは中国の五行思想ともども近代的な物質要素の科学には繋がらなかった。

#### 古代ギリシア
西アジアやヨーロッパでも古代エジプトやメソポタミアなど高度な古代文明が発達したが、これらからは物質の根源に関わる記録が発見されておらず、唯一古代ギリシアにおける思想が伝わっており、この考え方は長くヨーロッパで受け入れられた。紀元前6～4世紀の哲学者たちは、万物のあらゆる生成と変化の根源にある原理を「アルケー」などと呼び、これらが一体何なのかを論じた。

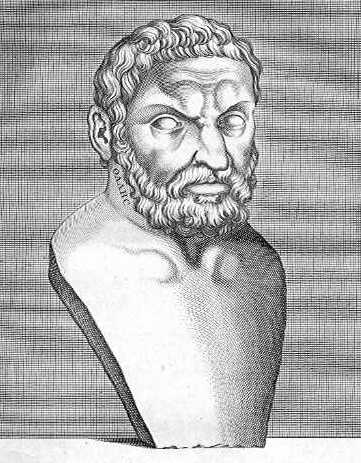
タレスは、「水」に根元「要素」というよりも根元「性質」を重視した主張をした。

タレスは、氷や水蒸気などの相を持ち、硬い岩も風化させる「水」がアルケーだと論じた。これは正しくは、水のような流体性を持つものが根本物質であるという事を指している。タレスの孫弟子に当るアナクシメネスはこの考えをさらに深め、アルケーは「空気」だと説き、これが濃くなれば風や雲、やがて水や岩などに変化すると述べた。ただしアナクシメネスの主張は、タレスと同じく流体性が根本にあると見なし、生物の呼吸などを含めアルケーを的確に表すものとして空気を示している。同時代には、根源を火として「万物は流転する」と述べ、火が変化して空気や水または土などを生成すると述べるヘラクレイトスも現れた。ただし彼が言う火も基本物質ではなく闘争原理を指す。これらは、一つの原理で自然界の多様性を説明する方法論であった。

古代ギリシア、イスラム世界（イスラム科学）、中世〜18、19世紀頃までのヨーロッパで支持された四大元素説における元素の関係図。

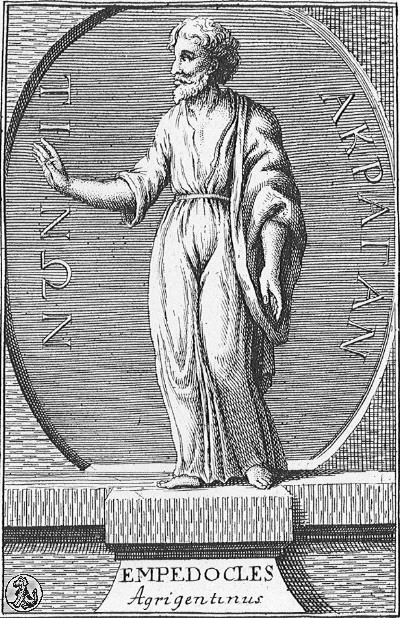
エンペドクレスは、不変かつ複数の根元物質が混ざり合うことで自然の多様性を説明した。

これに対し、パルメニデスやゼノンらエレア派は「ある」ものの不変・不動性を説く立場から、単一の原理とその変化で多様な世界を説明することは誤りという主張を行った。このエレア派の論理に矛盾せずに自然の多様性を説明した哲学者がエンペドクレスであった。彼は、アルケーがひとつではなく4つのリゾーマタから成立すると述べ、その四大元素に「火、空気、水、土」を置き、新生も消滅もしないこれらが離散・集合して多数の元素や自然界のできごとが成立していると提唱した。
ピタゴラス学派は「万物は数である」と述べ、四大元素論と当時発見されていた正多面体を対応させ、「火・土・水・空気」に「正4・6・8・20面体」を置き、後に見つかった正12面体は宇宙を現すと主張した。
プラトンは四大元素論に階層的な概念を導入し、土が正六面体でもっとも重く、他のリゾーマタは三角形からなる正多面体で、火が最も軽いリゾーマタであり、これらはそれぞれの重さに応じて運動し互いに入り混じると考えた。これは、物体は物体でしかないという彼の主張から導き出された。プラトンの作かどうか疑問視されている著書では、4つのリゾーマタに加え、天の上層を構成するとして「アイテール」が導入されている。彼に続く一派は、物質の多様性を説明するためにイデア論を機軸に置き、三角形がイデアを示すかたちであり、これは分割ができないものという「極微論」に似た主張を行った。

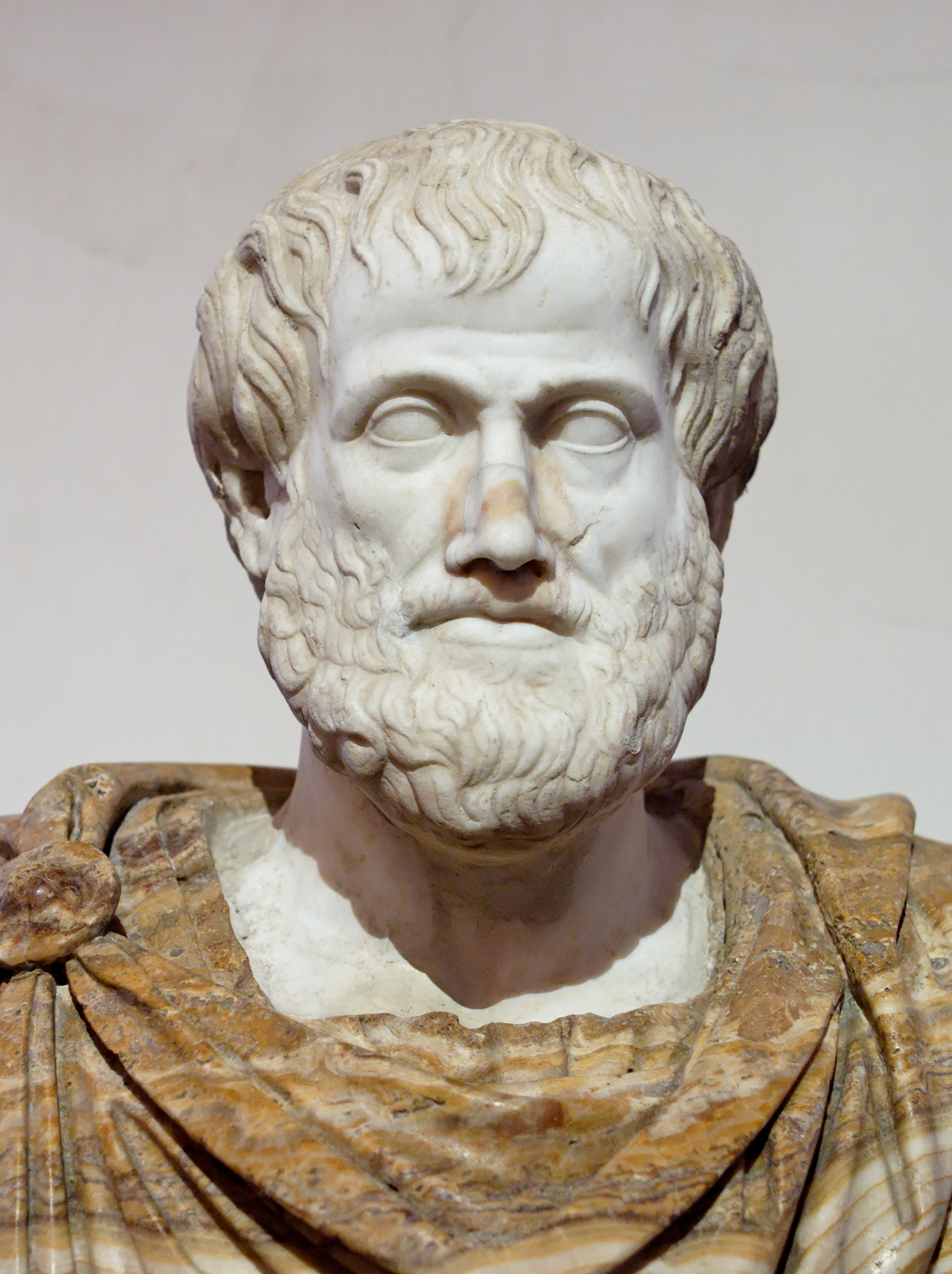
アリストテレス

紀元前350年ごろ、アリストテレスは無限を考察する際に、これを否定する論述のひとつにおいて有限個数の四大元素論を用い、4つのリゾーマタは相互に反対の性質を持ち、もし無限が存在するならば世界はどれか一つの性質で満たされてしまうと述べた。また、『天体論』において天上にのみ存在し円運動をするアイテールを、直線的に動く4つのリゾーマタの上位として立てた。アイテルを語源とするアイテールは、のちの自然学における第五元素とされ、宇宙を満たす媒質エーテルの構想へとつながっていく。

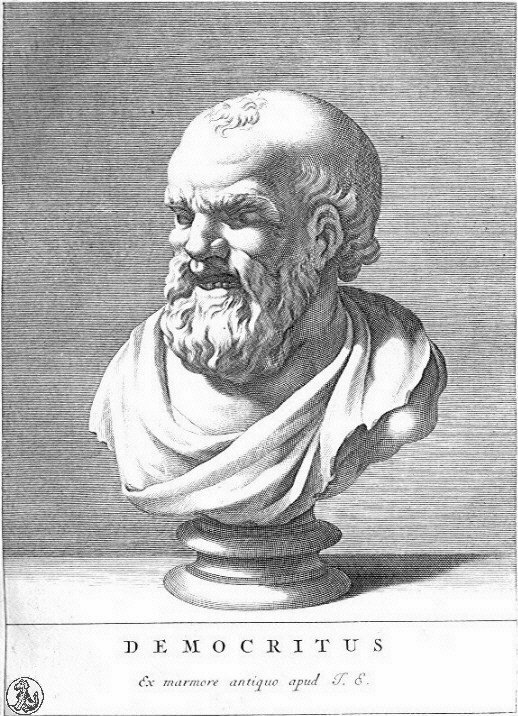
デモクリトス

プラトンやアリストテレスよりもやや時代的に先行するレウキッポスとデモクリトスは、エンペドクレスと同様、パルメニデスらエレア派の論理に矛盾せずに自然の多様性を説明しようとした。彼らは、自然を構成するそれ以上分割できない最小単位として「原子（アトム）」が存在すると考え、生成消滅しない無数の原子の結合分離の仕方（原子のさまざまな形状・並び方・向き）により多様な事物やその生成変化が生じるなどと論じた。だが、彼らの「原子論」は当時あまり評価されることは無く、ヨーロッパにおいては主に四元素説が中世のスコラ哲学へ継承されてゆくことになる。

### 中世の元素観

#### 錬金術
古代ギリシア哲学の元素論は中世ヨーロッパに直接伝わらず、エジプトやアラブ世界を経由して錬金術に組み込まれた。ここでは経験的技術の蓄積や実験手段の洗練化が行われたが、卑金属から貴金属をつくるという目的と、成果が秘匿されたために情報が孤立する傾向にあり、元素の探求にはあまり寄与しなかった。その中で、ジャービル・イブン=ハイヤーン（721年? - 815年?）やパラケルスス（1493年? - 1541年）が唱えた根源物質としての三元素が伝わっているが、これは硫黄・水銀・塩を指した。この三元素のうち硫黄と水銀は単体だが、塩は化合物の塩化ナトリウムであり、今日的な元素概念からすれば意味は無い。ただし、この三物質はそれぞれ共有結合・金属結合・イオン結合という化学結合の主な3種類に対応している。しかし、ジャービルがこれを意識していたかどうかはわからない。

### 近世〜現代の元素観

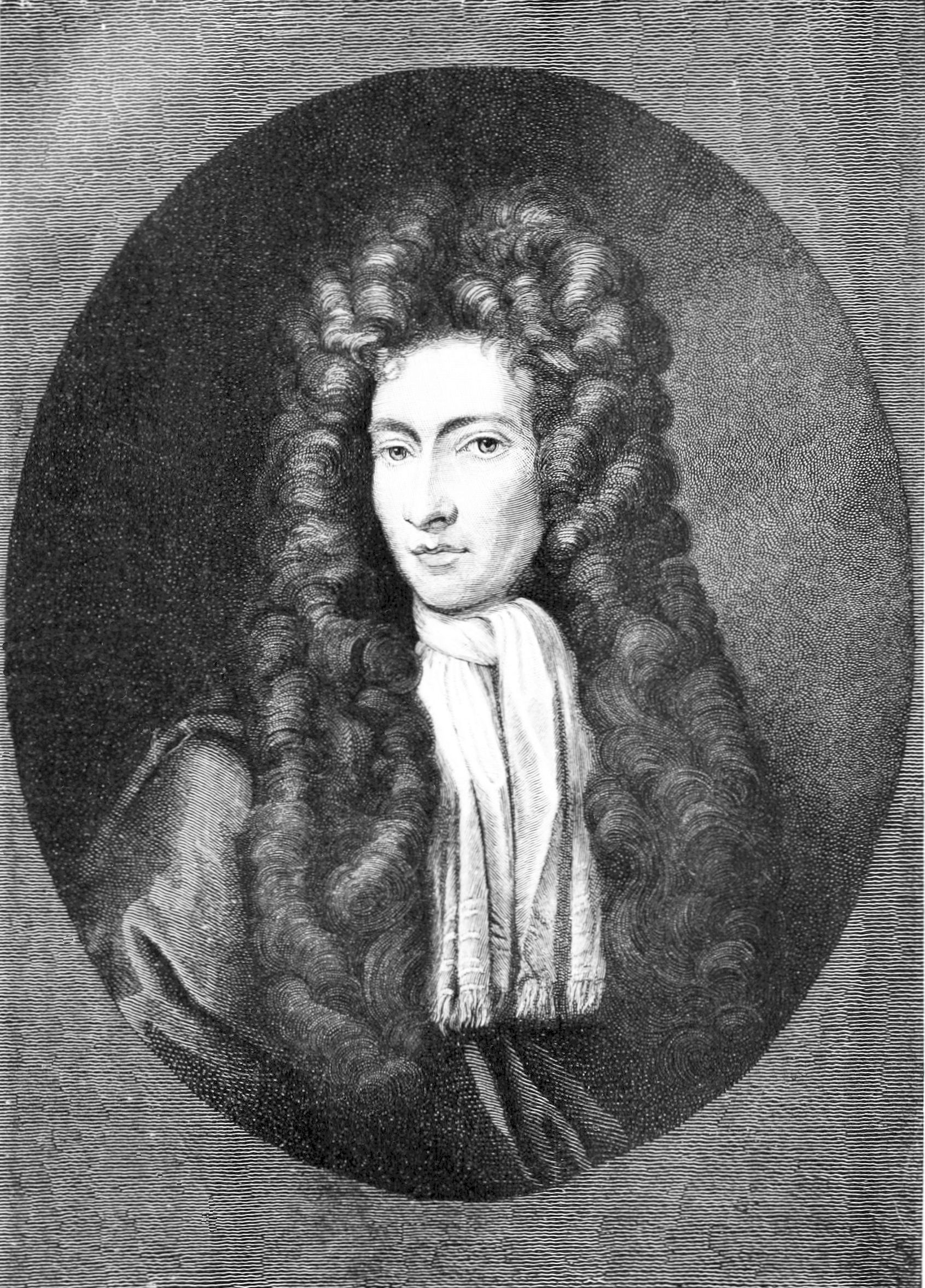
現代的元素観確立の端緒を開いたロバート・ボイル。

#### 原子説
物質の根源は何かという問いを改めて提議した人物がアイルランド生まれのロバート・ボイル（1627年 - 1691年）である。彼は著作『懐疑的化学者』にて思索だけに頼った古代ギリシア哲学の元素論を批判し、実験を重視して元素を探求すべきという主張を行った。また彼は、元素に「これ以上単純な物質に分けられないもの」という粒子説の定義を与え、さらに元素は古代的考えの4-5個では収まらないという先見的な予測を示した。
ボイルの主張後、実験によって様々な「不可分なもの」の探求が行われた。アントワーヌ・ラヴォアジエは1789年の著作『化学原論』にて、当時見つかっていた33種類の元素を纏めた表を採録した。ただしその中には熱素や光があった。また化合物であるマグネシアやアルミナなども含まれていたが、これは当時の実験技術の限界によるもので、ボイル以来の考え方そのものは正しかった、と斎藤は解説した。

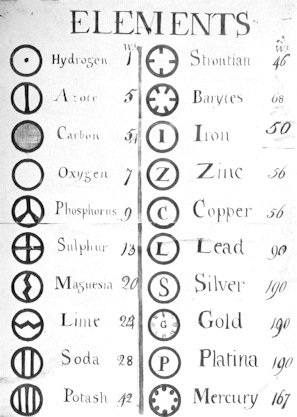
ドルトンの原子記号（左）と原子量（右の数字）

ラヴォアジエの「質量保存の法則」やジョゼフ・プルーストが1799年に発表した「定比例の法則」を元に、ジョン・ドルトンは1801-1808年に執筆した一連の論文で「原子説」を唱えた。これは、物質の根元は原子（atom）であり、これは元素の種類に対応するだけの数がある、同じ原子は質量や大きさが同一で異なる原子はそれらが一致しないと述べ、原子量の概念を提示した。さらに物質は同じ原子の集まりである単体と異なる原子の集まりである化合物があるとし、窒素と酸素からなる5つの化合物を示してこれを証明した。この理論は、内包した矛盾点をジョセフ・ルイ・ゲイ=リュサックの「気体反応の法則」やアメデオ・アヴォガドロの「アボガドロの法則」などが修正し、広く受け入れられるようになった。

#### 元素の発見と整理
古代から知られていた単体の種類は貴金属や炭素など11に過ぎなかったが、17世紀以降には実験を通じて様々な単体が得られ、その数に応じて発見された元素の個数は増えた。17世紀にはリンなど3種、18世紀には水素や酸素からウランを含む13種、19世紀には56種の元素が見つかった。20世紀には自然界に存在する元素の残り5種類に加え、人工放射性元素が15種類合成された。
このような元素の増加に伴い、特性に応じた分類や系統立てが行われた。ラヴォアジエは化合物の性質から金属元素・土類元素・非金属元素の3種類の区分を提案した。さらに測定精度が高まった原子量を重視した並びから規則性（周期律）を見出そうとする試みも提案された。そして、1869年にドミトリ・メンデレーエフが提案した周期表は改良を重ねて原子価を重視した特長で並べられ、当時未発見の元素を予言するなど洗練された系統表として広く認められるようになった。

#### 元素の正体

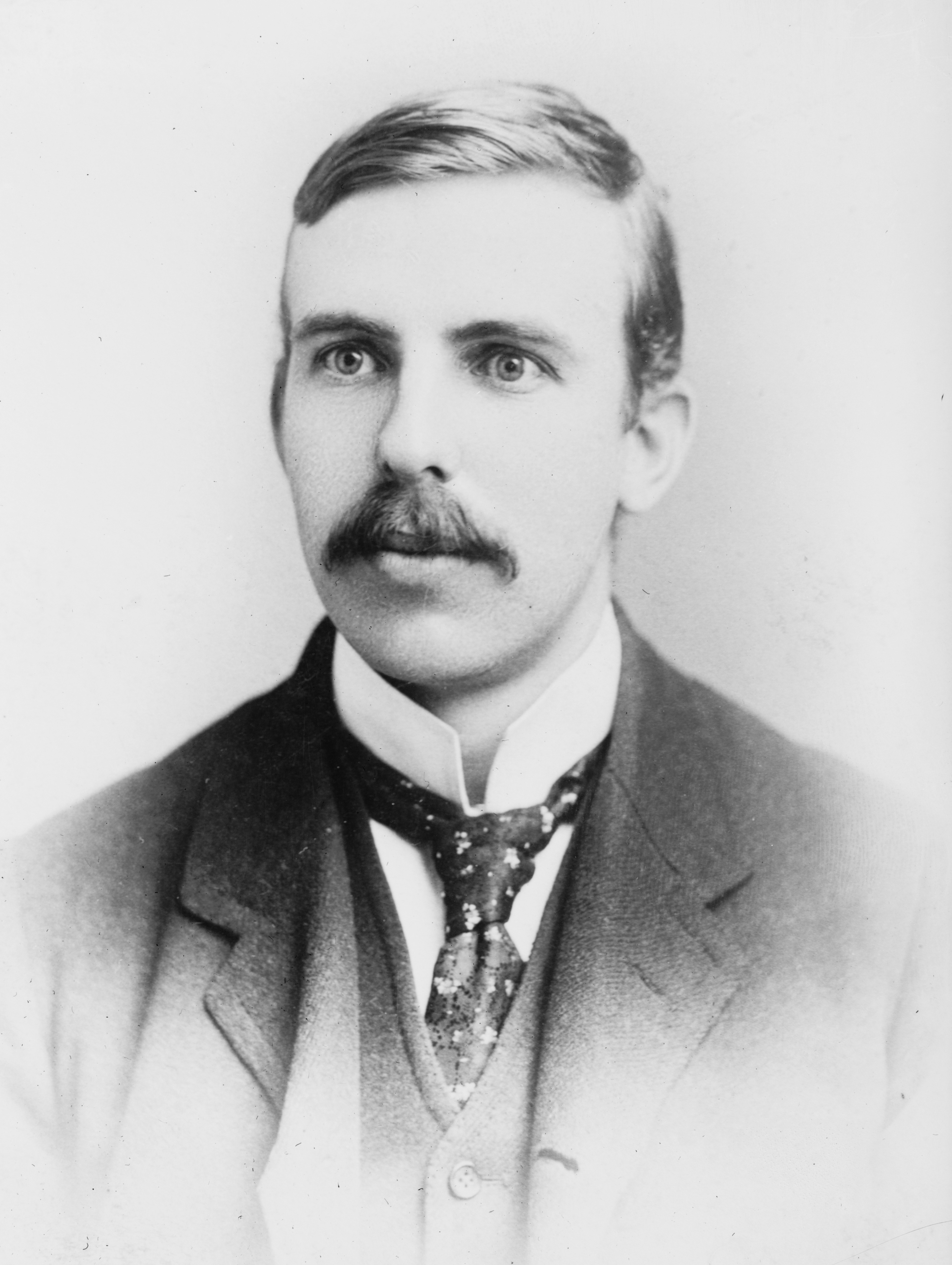
元素の解明に様々な貢献を果たし、「原子物理学の父」と呼ばれるアーネスト・ラザフォード。

19世紀には各元素の発見が相次ぎ、それぞれの特徴が把握され蓄積されたが、このような性質がどのような原理で生じるかは分かっていなかった。そして、各元素は不変だと考えられていた。しかし19世紀末から20世紀初頭にかけ、放射性元素と放射能が発見され、アルファ崩壊が確認された。これによって、一部の元素は原子量を低くする方向へ分裂する事が判明した。

最新の原子論で描くヘリウム。この構造について詳細は原子を参照。

アルファ崩壊発見などで業績を残したアーネスト・ラザフォードは原子核を発見し、1911年にラザフォードの原子模型を提唱した。これにニールス・ボーアは量子仮説を加えてボーアの原子模型を発表した。これによって基本的な原子の構造や周期律が生じる理由などが説明され、元素は原子という構造を持つ物質として知られるようになり、その研究は化学から物理学の素粒子物理学分野へと発展していった。
1911年、ラザフォードは窒素にアルファ線を放射して水素イオンとその時は検出されなかったが酸素を作り出し、低原子量の元素を転換させることに成功した。1920年代からは様々な元素を人工的に変える実験が行われ、粒子加速器も発明された。これらから、低原子量の元素変換には高いエネルギーが必要になることが判明してきた。1932年には以前から存在が予測されていた中性子が発見され、これを用いた実験を通じて半減期が短く基本的に地球上には存在しない人工放射性元素や超ウラン元素が作られるようになった。さらにこの実験を通じて1938年には核分裂が発見され、人類は原子力エネルギーを手にすることになった。

#### 主な元素の発見
- 1766年 - 水素（キャヴェンディッシュ）
- 1772年 - 酸素（シェーレ）
- 1774年 - 塩素、バリウム、マンガン（シェーレ）
- 1778年 - モリブデン（シェーレ）
- 1781年 - タングステン（シェーレ）
- 1782年 - テルル（F.J.ミュラー）
- 1817年 - セレン（イェンス・ベルセリウス）
- 1824年 - ジルコニウム（ベルセリウス）
- 1828年 - タンタル（ベルセリウス）
- 1860年 - セシウム（ブンゼン）
- 1861年 - ルビジウム（ブンゼン）
- 1894年 - アルゴン（レイリー卿とラムゼー）
- 1898年 - ネオン、クリプトン、キセノン（ラムゼーとトラバース）
- 1898年 - ラジウム、ポロニウム（マリ・キュリーとピエール・キュリー）

## 元素の種類
| 金属         | 金属             | 金属         | 金属         | 金属     | 金属       | 半金属 | 非金属       | 非金属       | 非金属       | 非金属 |
| アルカリ金属 | アルカリ土類金属 | ランタノイド | アクチノイド | 遷移金属 | 普通の金属 | 半金属 | 多原子非金属 | 反応性非金属 | 反応性非金属 | 貴ガス |
| アルカリ金属 | アルカリ土類金属 | ランタノイド | アクチノイド | 遷移金属 | 普通の金属 | 半金属 | 多原子非金属 | 水素         | ハロゲン     | 貴ガス |

## 表記法
元素を表すには元素記号が使われ、これは原子や分子を表すためにも用いられる。例えば、水は元素は酸素Oと水素Hから作られH₂Oと表記される。これら元素の表示方法はラヴォアジエが命名法を提議した。元素記号はドルトンから始まり、多くの原子量決定にも貢献したイェンス・ベルセリウス（1779年 - 1844年）によって当時のラテン語名の頭文字から大文字を取り随時2文字以降から小文字を取って組み合わせる現行の記法が提案された。現在はIUPACによってIUPAC名（英名）と元素記号が管理されている。

### 新元素の名称及び元素記号と暫定名と暫定記号
新元素の名称及び元素記号に対しては2002年にIUPACからの勧告で、発見者が名前を提案する権利を持ち、伝統を守るべく神話（天体）や、鉱物など、地理的な場所、元素の性質、科学者への献名の何れかによって命名され、過去に別の元素に対して用いられた名称（廃棄名）・元素記号は再利用すべきでないとされる。金属元素は-iumで終了すべきであるが、17周期の元素は-ineで18周期の元素は-onでそれぞれ終了すべきである。一方、正式名が未定な新元素に対しては暫定名と暫定記号の命名規則がIUPACによって1978年より定められている（元素の系統名を参照）。エキゾチック原子に対する系統的な命名法は存在しないが、ミューオニウム (muonium、元素記号Mu)はIUPACで命名されており、化合物も合成され命名されている。他に元素記号を有するエキゾチック原子にはポジトロニウム (positronium、元素記号Ps)がある。

### 日本語表記

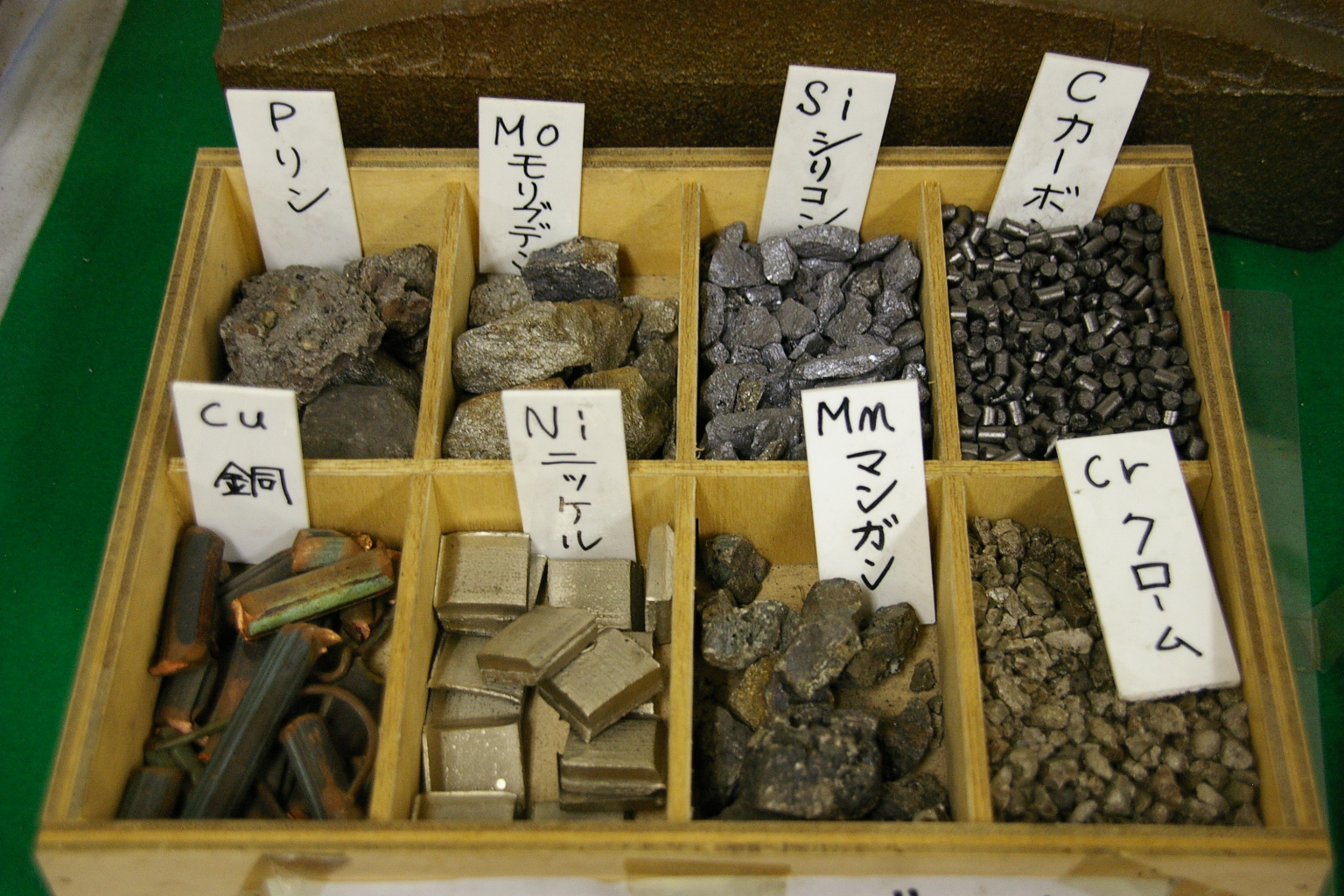
様々な元素と不正確な日本語表記

元素名の日本語表記については『学術用語集 化学編』に定められている。原則としてIUPAC名を「化合物名日本語表記の原則」の「化合物名の字訳標準表」の規則に従いアルファベットの綴り字を機械的にカタカナと置き換えて日本語化する（訳字）。それ故、必ずしも発音に忠実なカタカナ表記にはならない。また、学術用語集の初版制定時にすでに日本語化しているものと、すでに英語以外の言語を基に訳字された用語はそのまま固定するように定めたので、英語以外の言語を語源とする日本語表記も存在する。次に示す。なお、日本語表記されている元素の中にはフッ素（弗素）などのように漢字表記はあるものの、使用している漢字が当用漢字（現在の常用漢字）に含まれていなかったために学術用語上ではカタカナ表記にしているものもある。

### 表記例
| 日本語表記   | 元素記号 | 英語（IUPAC名） | ドイツ語    | ラテン語     | 中国語 |
| ------------ | -------- | --------------- | ----------- | ------------ | ------ |
| 水素         | H        | Hydrogen        | Wasserstoff | Hydrogenium  | 氫     |
| ヘリウム     | He       | Helium          | Helium      | Helium       | 氦     |
| リチウム     | Li       | Lithium         | Lithium     | Lithium      | 鋰     |
| ベリリウム   | Be       | Beryllium       | Beryllium   | Beryllium    | 鈹     |
| ホウ素       | B        | Boron           | Bor         | Borium       | 硼     |
| 炭素         | C        | Carbon          | Kohlenstoff | Carbonium    | 碳     |
| 窒素         | N        | Nitrogen        | Stickstoff  | Nitrogenium  | 氮     |
| 酸素         | O        | Oxygen          | Sauerstoff  | Oxygenium    | 氧     |
| フッ素       | F        | Fluorine        | Fluor       | Fluorum      | 氟     |
| ネオン       | Ne       | Neon            | Neon        | Neon         | 氖     |
| ナトリウム   | Na       | Sodium          | Natrium     | Natrium      | 鈉     |
| マグネシウム | Mg       | Magnesium       | Magnesium   | Magnesium    | 鎂     |
| アルミニウム | Al       | Aluminium       | Aluminium   | Aluminium    | 鋁     |
| ケイ素       | Si       | Silicon         | Silicium    | Silicium     | 硅     |
| リン         | P        | Phosphorus      | Phosphor    | Phosphorus   | 磷     |
| 硫黄         | S        | Sulfur          | Schwefel    | Sulphur      | 硫     |
| 塩素         | Cl       | Chlorine        | Chlor       | Chlorum      | 氯     |
| アルゴン     | Ar       | Argon           | Argon       | Argon        | 氬     |
| カリウム     | K        | Potassium       | Kalium      | Kalium       | 鉀     |
| カルシウム   | Ca       | Calcium         | Kalzium     | Calcium      | 鈣     |
| スカンジウム | Sc       | Scandium        | Scandium    | Scandium     | 鈧     |
| チタン       | Ti       | Titanium        | Titan       | Titanium     | 鈦     |
| バナジウム   | V        | Vanadium        | Vanadium    | Vanadium     | 釩     |
| クロム       | Cr       | Chromium        | Chrom       | Chromium     | 鉻     |
| マンガン     | Mn       | Manganese       | Mangan      | Manganum     | 錳     |
| 鉄           | Fe       | Iron            | Eisen       | Ferrum       | 鐵     |
| コバルト     | Co       | Cobalt          | Kobalt      | Cobaltus     | 鈷     |
| ニッケル     | Ni       | Nickel          | Nickel      | Nickel       | 鎳     |
| 銅           | Cu       | Copper          | Kupfer      | Cuprum       | 銅     |
| 亜鉛         | Zn       | Zinc            | Zink        | Zincum       | 鋅     |
| ガリウム     | Ga       | Galium          | Galium      | Galium       | 鎵     |
| ゲルマニウム | Ge       | Germanium       | Germanium   | Germanium    | 鎗     |
| ヒ素         | As       | Arsenic         | Arsen       | Arsenicum    | 砷     |
| セレン       | Se       | Selenium        | Selen       | Selenium     | 硒     |
| 臭素         | Br       | Bromine         | Brom        | Bromum       | 溴     |
| ニオブ       | Nb       | Niobium         | Niob        | Niobium      | 鈮     |
| モリブデン   | Mo       | Molybdenum      | Molybdän    | Molybdenum   | 鉬     |
| 銀           | Ag       | Silver          | Silber      | Argentum     | 銀     |
| スズ         | Sn       | Tin             | Zinn        | Stannum      | 錫     |
| アンチモン   | Sb       | Antimony        | Antimon     | Stibium      | 銻     |
| テルル       | Te       | Tellurium       | Tellur      | Tellurium    | 碲     |
| ヨウ素       | I        | Iodine          | Iod         | Iodum        | 碘     |
| ランタン     | La       | Lanthanum       | Lanthan     | Lanthanum    | 鑭     |
| プラセオジム | Pr       | Praseodymium    | Praseodym   | Praseodymium | 鐠     |
| ネオジム     | Nd       | Neodymium       | Neodym      | Neodymium    | 釹     |
| タンタル     | Ta       | Tantalum        | Tantal      | Tantalum     | 鉭     |
| 白金         | Pt       | Platinum        | Platin      | Platinum     | 鉑     |
| 金           | Au       | Gold            | Gold        | Aurum        | 金     |
| 水銀         | Hg       | Mercury         | Quecksilber | Hydrargentum | 汞     |
| 鉛           | Pb       | Lead            | Blei        | Plumbum      | 鉛     |
| ウラン       | U        | Uranium         | Uran        | Uranium      | 鈾     |
| ニホニウム   | Nh       | Nihonium        | Nihonium    | Nihonium     | 鎳     |
| オガネソン   | Og       | Oganesson       | Oganesson   | Oganesson    | 鿫     |

### 参考画像

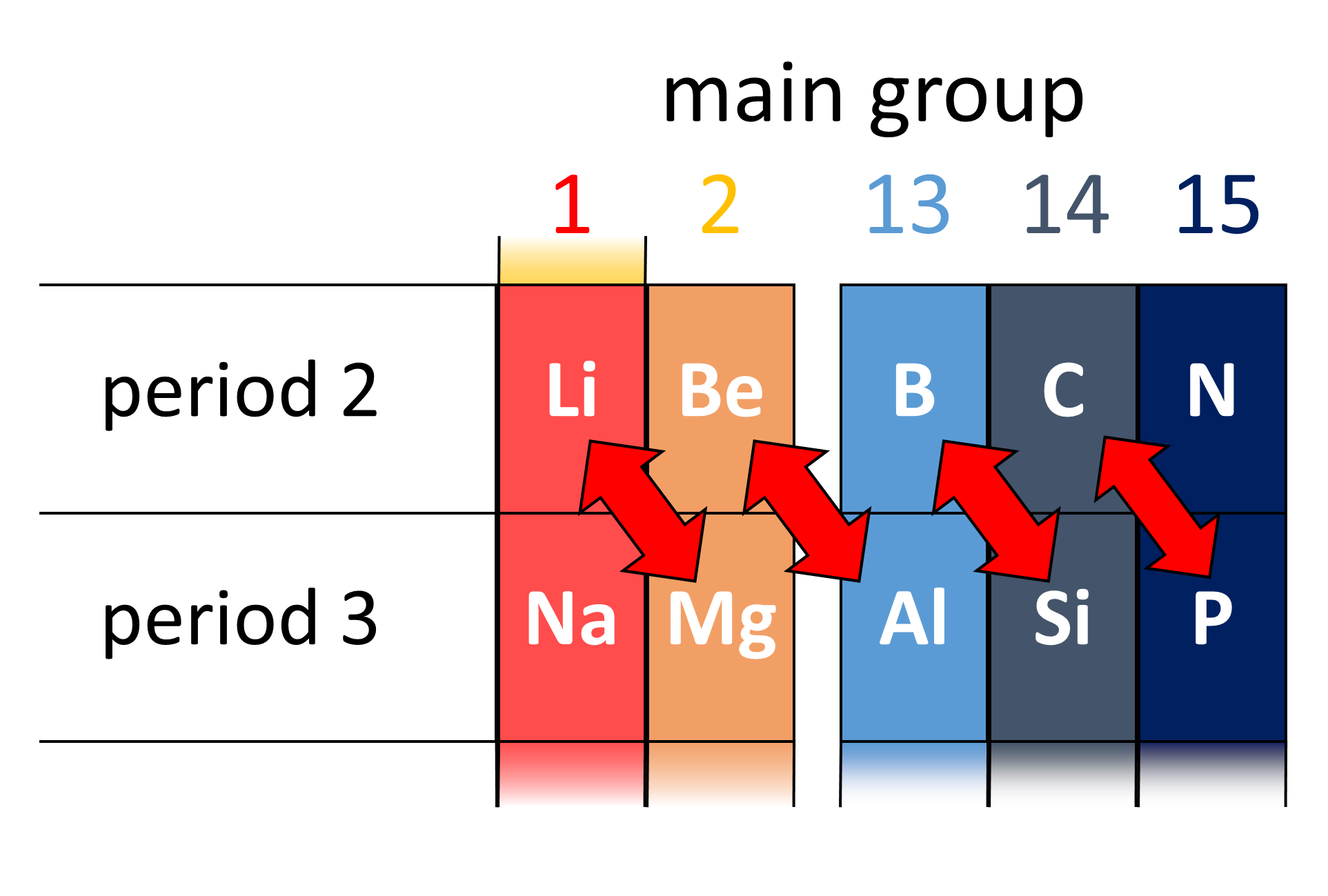
元素の対角線関係を描いた図。

## 元素の誕生

### ガモフの理論とホイルの理論
20世紀前半、「宇宙には始まりがなく、宇宙の大きさは無限だ」とほとんどの科学者によって信じられていた時に、ジョルジュ・ルメートルが、「宇宙は原始的原子（primeval atom）の“爆発”で始まった」とするモデルを提唱した。ジョージ・ガモフがその理論を発展させるが（ビッグバン理論）、この理論が提唱された当初、この理論はほとんど誰からも信じられなかった。1950年代でも支持者は少なく、フレッド・ホイルからも激しい反論がされ議論が起きたが、どちらの理論が正しいか判定しようにも、天文観測の世界で最先端施設であり理論を塗り替える役割を果たしていたウィルソン山天文台ですら、判定に必要な観測データは1920〜1930年代に集められた精度の低いものしか持っておらず、本当のところ一体どちらの理論に分があるのか、観測データに基づいて判定できるような状態ではなかった。将来観測を行うことで得られるであろう、より精度の高いデータにこの議論の行方がかかっているような状況だった。
ところで、同理論でジョージ・ガモフは、初期の宇宙は全てが圧縮され高密度だったうえに、超高温度だったとし、宇宙の膨張の始まりを一種の熱核爆弾の火の玉だと捉え、創造の材料が爆発の場で連鎖的に起きる核反応によって、現在の宇宙に見られる様々な元素に転移したのだ、と説明した（これらの材料のことをガモフは「アイレム」と呼び、それらは陽子、中性子、電子、ガンマ線の高密度ガスなどだ、とした）。従来どおりの定常宇宙論を支持するフレッド・ホイルのほうは、ライバル理論であるビッグバン・モデルと競うためには、自分の理論のほうも炭素・酸素・金・鉄・窒素・ウラン・鉛などの元素が存在するに至った起源を説明しなければならない、ということを意識するようになり、ビッグバンが無くても元素が創生されたと説明することができることを示そうと、「星（天体）ではありとあらゆる核種変換が起こっている」とする考え方を提唱した。ホイルはこの考え方を支持する証拠を得るために1953年にカリフォルニア工科大学ケロッグ放射線研究所（Kellogg Radiation Lab）に赴いて、所長のウィリー・ファウラーの協力で、泡箱を用いて3個のヘリウム原子核の衝突による実験を成功させたのであった。
だが、1965年に宇宙マイクロ波背景放射が発見され、その解釈や説明のための議論が科学者らの間で進められるようになると、徐々にビッグバン理論のほうを支持する科学者の割合が増えてゆくことになり、定常宇宙論のほうは徐々に支持を失ってゆくことになった（その後も様々な観測データが出されるたびに、ビッグバン理論のほうはますます支持者を増やし、ほとんどの科学者から支持されるようになった）。

### ビッグバンにおける元素生成

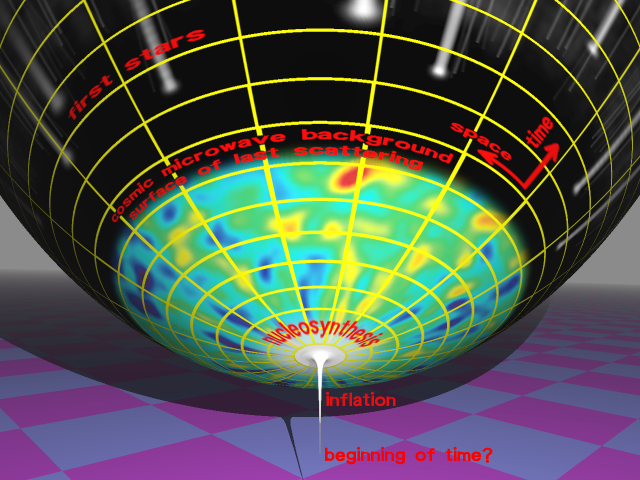
ビッグバン理論では、すべての根元物質はビッグバン開始から約10分間で創造された、とされる。

（現在、ほとんどの科学者から支持されていると言ってもいい）ビッグバン理論では、宇宙開闢では非常に高いエネルギーの解放が起こり、ビッグバンと呼ばれる大爆発とともに急速な膨張を起こしながら温度を下げ、エネルギーが転移してすべての物質が生まれた、というのである。
近年の物理学者の説明によると、ビッグバン発生直後は高エネルギーのみで宇宙は満たされていたが、1秒経過後には温度が1000億度程度まで下がり、陽子と中性子が生成され、この時点では電子やニュートリノと反応を起こして陽子と中性子は双方向に変化しつつ平衡状態にあったとされる。しかしこの環境下では、陽子と電子が反応するにはエネルギーを要するのに対し、中性子は電子と反電子ニュートリノを放出して容易に陽子へと変化した。そのため、膨張による温度低下とともに相対的に陽子の数が多くなってゆく。
100秒程が経ち温度が100億度前後まで下がると、陽子と中性子が結びつき始め、重水素の原子核が生成され始め、さらに質量数4のヘリウム4Heへ原子核反応を起こす。ヘリウム原子核を構成すると中性子は安定し崩壊は起こらなくなる。この合成が進行した頃、陽子と中性子の個数比は7対1であったため陽子が大量に残り、これが水素となった。宇宙がさらに冷えて電子を取り込み元素となった際、この陽子と中性子の差から、水素とヘリウムの個数比はほぼ12対1となった。これらビッグバンにおける元素生成は約10分間で終了したと言われる。
ただし、ビッグバンで生成された元素には、微量のリチウムも存在したと考えられる。高エネルギー下で元素が生成される際、若干ながら三重水素3Hやヘリウム3 3Heが生じ、これが4Heと核融合することがあり、これが質量数7のリチウムの同位体となった可能性が指摘された。宇宙誕生直後に生まれた非常に古い第一世代の星を観測すると、恒星内での核融合や外部からの元素取り込みが無いため重元素はほとんど観測されないが、有意なリチウムの含有が確認された例があり、これはビッグバンで生成された元素だと考えられている。ただし、理論と観測ではその量に差があり、ビッグバン理論には修正が求められる可能性がある。

### 恒星内での核融合

陽子-陽子連鎖反応模式図。合計4つの陽子（赤玉-Proton）が3段階の衝突を繰り返し、陽子2と中性子（黒玉-Neutron）2によるヘリウム原子核となる。その過程で2個の電子（白玉-Positron）と各2度のニュートリノ（ν-Neutrino）とガンマ線（γ-Gamma Ray）を発する。

ほとんどが水素かヘリウムであったビッグバンで生成された元素は、そのままでは宇宙の中に散ってしまっていたが、やがて密度が高い領域で集まり、高温高圧となった部分が第一世代の恒星となり核融合反応が始まった。最初の恒星は、ビッグバンから2億年後に生まれたと考えられている。恒星の中では陽子-陽子連鎖反応によって水素（陽子）がヘリウムへ核融合を起こし、これによって生じるエネルギーで輝く星を主系列星という。なお、恒星内で炭素・窒素・酸素を媒介に陽子がヘリウムへ変化するCNOサイクルもエネルギー発生のメカニズムであるが、この反応では炭素などの元素は基本的に増加しない。
恒星は水素を消費しながらエネルギーを生じるが、それが進むと中心核にはヘリウムが溜まり、水素の核融合反応は核の周辺部で行われるようになる。そしてある程度のヘリウムが蓄積され温度が1億度に達すると中心核でヘリウム3個の核融合であるトリプルアルファ反応が起こり、炭素が生成される（ヘリウム燃焼過程）。比較的軽い星では膨張し赤色巨星となり、やがて星間ガスとして元素を放出しながら白色矮星となる。
質量が太陽の3倍程度までの恒星では、核融合反応で生成される元素は炭素止まりだが、より大きな星では核に溜まった炭素や酸素を使う反応（炭素燃焼過程や酸素燃焼過程）へ進み、ネオンやケイ素等を経て最終的に鉄までが生成される。安定した鉄の原子核は電気反発力が強く核融合を起こさないため、恒星の中心部ではエネルギー発生が止まる。この段階で恒星は鉄を中心に外側に段々と軽い元素が多層を成し、たまねぎのような構造となる。これが超新星爆発を経て放出される。

### 中性子捕獲による元素合成

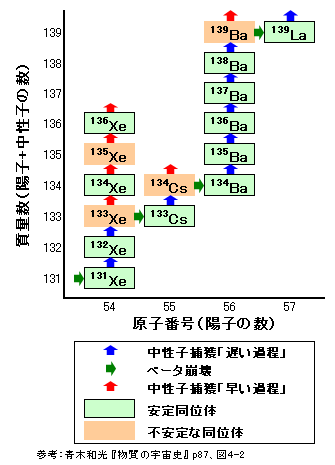
キセノンを起点にした中性子捕獲（s過程及びr過程）の例。

恒星内の核融合反応では、鉄より重い元素はほとんど生成されず、ごくわずか生じてもすぐに分解してしまう。これらは、原子核が電気反発力を生じない中性子を獲得するという全く別の方法で生じるが、そのような反応が可能となる場所は限られる。ひとつは、既に鉄などの重い元素を含む第二世代の恒星内であり、もうひとつは超新星爆発の瞬間である。
太陽よりやや重い程度の恒星（中質量星）では、中心部の核融合で生成される元素は炭素までに止まる。このような星の晩年には、メカニズムははっきり分かっていないが剥き出しの中性子が生じ、第二世代星が元々含んでいた重元素がこれを捕獲する。すると、同じ陽子の数ながら中性子数が多い同位体となる。これが不安定な同位体となると、中性子がベータ崩壊を起こして陽子に変化し、原子番号がひとつ多い元素へ変化する。この反応が繰り返され、鉄よりも重い元素が生成される。中質量星の内部では比較的中性子の数が少なく、捕獲とベータ崩壊が順次繰り返される。これは「遅い過程・s過程」（s-プロセス、sはslowの略）と呼ばれる。この過程において、中性子捕獲は数万年から数十万年に1個であり、ビスマスまでの重元素を生成すると考えられる。
「遅い過程」に対し、中性子数が多くベータ崩壊の機会を与えない環境が、超新星爆発である。太陽の10倍以上の質量を持つ恒星では、その末期になると中心部に中性子のかたまりが形成され、やがて重力崩壊による大規模な爆発を起こして終焉を迎える。このII型に分類される超新星爆発の際も中性子が発生し、恒星内の元素に中性子捕獲を起こす。しかもこれは数秒間という短い時間に大量の中性子を供給し、不安定な同位体にベータ崩壊を起こす暇を与えず、質量数をどんどん増やす合成を行う。そのため、高質量数となった同位体は宇宙空間へ放出された後に、崩壊すると原子番号が高い元素へ変換される。これは「早い過程・r過程」（r-プロセス、rはrapidの略）と呼ばれる。この過程では、観測からウランより重いカリホルニウムの生成が確認されている。しかしこのメカニズムも不明な点が多い。

### その他の元素合成
過程の詳細は判明していないが、他にも元素合成を起こす宇宙の現象がある。質量が太陽程度の恒星が中性子星と連星になっている場合、その質量が太陽の約1.4倍になるとIa型超新星爆発を起こし、重い元素が生成される可能性が指摘されている。
また、中性子星同士が衝突した際にも元素合成が生じるとの指摘もある。恒星を舞台に元素合成する理論だけでは説明できなかった地球上に存在する金や白金などの量について、イギリスのレスター大学とスイスのバーゼル大学の協同チームはスーパーコンピュータを用いて試算し、中性子星同士が衝突することで生成・放出される説を発表した。

## 元素の分布・存在比
元素の分布には偏りがあり、その存在比は範囲によって大きく異なる。この比率構成は元素構成比と呼ばれる。

スース・ユーリー図表

### 宇宙での存在比
宇宙の元素構成比は、宇宙論により推定され、隕石分析や星の光のフラウンホーファー線解析および宇宙線調査など天文学的観測により裏付けられる。ただし宇宙の大きさが確定していない現在では、各元素の絶対量を決定できず、存在比のみが推計されている。これは1956年にスース・ユーリー図表として発表され、1968年にデータの更新を受けている。これによると、ビッグバンで生成された水素に次いでヘリウムの存在比が多く、それに比べてリチウム、ベリリウム、ホウ素の比率は極端に低い。炭素以下はほぼ原子番号の増加とともに比率が下がってゆく傾向を持つが、特徴的な部分は原子番号偶数の元素が隣り合う奇数の元素よりも存在比が多いところにある。
また中性子捕獲による元素合成では、原子核に存在する数によって安定する中性子の魔法数が影響を及ぼす。これは中性子数が50, 82, 126等になると、さらに中性子を捕獲して原子量を高める反応が鈍くなるもので、結果的にこれらの中性子数を持つストロンチウム（陽子：中性子=38：50）、バリウム（56：82）、鉛（82：126）元素が比較的多くなる。

### 地球での分布・存在比
地球全体の元素構成は、コアやマントルを直接調査できないため、隕石（コアとしての隕鉄、マントルとしてのアコンドライト）の分析や地震波から各層の弾性率・密度等の解析を組み合わせて推計される。これによると存在比で酸素が最も多く、宇宙に多い水素やヘリウムの比率は低い。金属類も多く、ケイ素、マグネシウム、鉄などが上位を占める。なお、硫黄は硫化鉄状で広範囲に分散しているため、存在比がはっきり分かっていない。
地殻を構成する主たる元素は、古典的な研究成果として質量比で示されるクラーク数が広く知られている。酸化物として地殻に、水として水圏に、そしてガスとして大気圏に存在する酸素が全球の存在比と同じく最も多い。違いはマグネシウムやニッケルが少なく、水素やナトリウムおよびアルミニウムが多い点がある。

### 人体での存在比
人間の体を構成する元素は、水をつくる水素と酸素が圧倒的に多い。その存在比は海水との相関性が指摘されている。ただし、唯一の例外はリンであり、また人体は微量ながら酵素の活性に必要な微量元素が使われている。

## 元素鉱物
鉱物学において、単一の元素あるいは合金からなる鉱物のことを元素鉱物（げんそこうぶつ、英: native element mineral）という。元素鉱物は金属（銅、白金、鉄、金、銀）、半金属（砒素）、非金属（硫黄、炭素）の3グループに分けられる。単体のものは元素名と区別するため、「自然」（native）を付けて「自然金」（native gold）、「自然蒼鉛」（native bismuth）などと呼ばれる。